# Proposition infinitive
Une proposition infinitive est une proposition dont le verbe est à l'infinitif. Elle peut être une proposition indépendante, ou une proposition subordonnée.
L'infinitif peut être employé comme prédicat quand le verbe ne nécessite pas l'indication de personne ou de nombre.
Dans ce cas, le sujet de l'infinitif est très souvent absent, indifférent ou implicite.

## Proposition infinitive indépendante
En français, la proposition infinitive peut être une proposition indépendante.
L'infinitif a souvent un rôle proche de l'impératif, pour exprimer un ordre en général impersonnel, comme dans les proverbes, des recettes, ou des avis au public : « Ne pas toucher, danger. » « Laisser cuire à feu doux cinq minutes. »
Il peut également exprimer :
- l'interrogation ou l'exclamation : « Toi, mentir pour si peu ? », « Ah, le voir mourir !... », « Que faire ? », « À qui se fier ? » ;
- l'affirmation avec un infinitif de narration ou infinitif historique, introduit par de[2] : « Et tous de s'exclamer : ... » = Et tous s'exclamèrent : ...», « et grenouilles de sauter » = « et grenouilles sautèrent », tour archaïque et littéraire, mais parfaitement correct[3]. En wallon en revanche, cette structure reste encore fréquemment employée sans préposition, fréquemment avec une nuance inchoative. Exemple: Et pår pinser vey a tot moumint on sotea amoussî foû di s' naxhe![4] (On penserait voir à tout moment un lutin sortir de son abri!)

## Proposition infinitive subordonnée

### Proposition infinitive complément d'objet
Le plus souvent, la proposition infinitive est une proposition subordonnée. Quand la proposition infinitive est dépendante, elle est essentiellement en position de complément d'objet direct par rapport au verbe de la proposition principale.
L'infinitive en position de COD n'est introduite par aucune conjonction de subordination.
Les grammairiens ne sont pas d'accord sur les caractères propres de la proposition infinitive.
L'infinitif doit avoir son sujet propre.
Une proposition infinitive se compose d'un infinitif ayant un sujet propre, qui peut être un nom (différent du sujet de la principale) ou un pronom (« je le vois rire »).
Ainsi, dans : « Hélène voit sa mère venir » : dans la proposition principale le sujet (qui voit) est Hélène, dans la proposition subordonnée le sujet (qui est-ce qui vient) est sa mère.
La proposition infinitive est limitée à quelques cas figés en français :
- Après les verbes de perception (entendre, voir, etc.) : « Georges écoutait le vent gémir dans les arbres ».
- Après des semi-auxiliaires, les verbes laisser, envoyer et les présentatifs voici - voilà peuvent avoir une proposition infinitive comme complément d'objet : « Voici venir les beaux jours »[5].
- En français classique après les verbes de connaissance (savoir, croire, etc.).

Ainsi, on dit « Je regarde les gens rire dans le jardin », où « Les gens rire (dans le jardin) » est le complément d'objet du verbe de la proposition principale « Je regarde - quoi? » ; et le verbe rire est le verbe à l'infinitif de la proposition subordonnée.

### Complément d'objet de la proposition principale
Le complément d'objet de la principale est la proposition infinitive dans son ensemble, ou spécifiquement le verbe à l'infinitif, non uniquement le sujet de la subordonnée.
Pour une phrase comme « Je regarde les gens rire » :
- qui est-ce qui rit ⇒ les gens, sujet de "rire". Le fait que le verbe soit à l'infinitif n'empêche pas qu'il ait un sujet.
- je regarde quoi ⇒ "les gens rire", ou encore, je regarde "rire".

La structure élémentaire de la phrase est « je regarde rire », et dans cette proposition infinitive subordonnée, c'est le verbe à l'infinitif qui est essentiellement COD de "regarde".
Effectivement, "Je" regarde en même temps "les gens", puisqu'on regarde ce qu'ils sont en train de faire - il n'est guère possible de voir l'action sans voire en même temps l'agent de cette action.
Mais dans cet ajout par rapport à la structure élémentaire, "les gens" s'analysent comme un complément d'agent de l'infinitif "rire", non comme COD de "regarde".
Pour exprimer que l'on regarde l'agent et non l'action, il faudrait formuler de manière que le trait de "rire" apparaisse comme un spécificatif des "gens", comme dans « Je regarde les gens qui rient ».
Il est donc incorrect de dire que le sujet de la proposition infinitive ("les gens") est également le complément d'objet de la principale, c'est bien le verbe qui tient ce rôle.

### Infinitives et relatives
« des barques se croisent sur le Rhin, on entend les rames couper la vague »

— Victor Hugo, Le Rhin
En français, l'infinitive peut généralement être remplacée par une proposition relative. Et le sujet de l'infinitive peut être l'agent de l'action, ou l'action elle-même.
Dans la phrase « Je regarde les gens rire dans le jardin », on pourrait tout aussi bien dire « Je regarde les gens qui rient dans le jardin » ou « Je regarde rire les gens dans le jardin ».
De même, « Je vois la neige tomber » peut aussi bien être rendu par « Je vois que la neige tombe » (je vois une action)
ou « je vois la neige qui tombe » (je vois un objet qui tombe).

### Discussions autour de la proposition infinitive
De nombreux grammairiens s'opposent à la notion de proposition subordonnée infinitive, en expliquant que d'une part, il n'y a pas de subordonnant à proprement parler et que, d'autre part, elle serait l'héritage d'une tradition grammaticale calquée sur le latin. Ils proposent ainsi deux nouvelles analyses :
- Les verbes faire et laisser sont traités comme des semi-auxiliaires : ainsi, dans la phrase « Je laisse les enfants jouer », le groupe nominal les enfants est COD de la périphrase verbale laisse jouer.
- Les autres constructions sont traitées comme des structures à deux compléments : dans la phrase « J'entends les oiseaux chanter », le groupe nominal les oiseaux est COD du verbe entends, et l'infinitif chanter est attribut du COD, ce qui se vérifie par la pronominalisation qui ne comprend pas l'infinitif : « Je les entends chanter ». C'est le même cas que pour certaines subordonnées relatives dites prédicatives (« J'entends les oiseaux qui chantent » ⇒ « Je les entends qui chantent ») ou pour l'adjectif attribut du COD (« Je trouve les oiseaux chantants » ⇒ « Je les trouve chantants »).

## Proposition infinitive dans d'autres langues
En latin et en grec ancien, la proposition infinitive est très courante ; elle est en effet obligatoire après des verbes de connaissance, de pensée, de jugement, d'opinion, d'affirmation (en grec ancien, elle est seulement possible et non obligatoire), des verbes impersonnels... Là où le français dit « Je pense que tu es sage », le latin et le grec ancien disent « Je te pense être sage » (« puto te sapientem esse », « νομίζω σε σοφὸν εἶναι » / nomízô se sophòn eĩnai).
Le sujet d'une infinitive est nécessairement à l'accusatif. Si en latin le sujet d'une proposition infinitive est obligatoire, ce n'est pas le cas en grec ancien :
« Il pense être un chat » se dit en latin « putat se felem esse », où se est le pronom réfléchi de la 3e personne (« Il se pense être un chat »).
Mais la même phrase se dit « νομίζει αἴλουρον εἶναι » / nomízei aílouron eĩnai en grec ancien, sans sujet dans l'infinitive puisque c'est le même que celui de la principale.
En anglais, « Je veux que tu viennes » serait traduit par  « I want you to come » (« Je veux toi venir »).

### Concordance des temps
La concordance des temps, qui n'existe qu'en latin, prévoit que le verbe de la subordonnée se met à l'infinitif présent, parfait ou futur selon, respectivement, que l'« action » du verbe subordonné est simultanée à celle de la principale, antérieure ou postérieur.
Le temps du verbe introducteur ne compte pas : « Je pense que tu es sage » et « Je pensais que tu étais sage » se disent puto (présent) ou putabam (imparfait) te sapientem esse (infinitif présent dans les deux cas).
En grec ancien, on choisit l'infinitif en fonction de l'aspect voulu.

### Apposition d'un indicatif
En wallon, l'infinitif peut remplacer un indicatif en apposition. Exemple: Dji magne do pwin et boere del aiwe. (Je mange du pain et boire de l'eau.) Ele rida sol pont et berlôzer e Mouze. (Elle glissa sur le pont et tomber dans la Meuse.)